# شهرستان ادیسون (ورمانت)
شهرستان ادیسون واقع در ایالت ورمانت است. جمعیت این شهرستان بر اساس سرشماری سال ۲۰۱۰ آمریکا ۳۶۸۲۱ نفر گزارش شده‌است. مرکز شهرستان ادیسون، شهر میدلبری است.این شهرستان در سال ۱۷۸۵ بنیانگذاری شده‌است.